# Maesa pubescens
Maesa pubescens är en viveväxtart som beskrevs av George Don jr. Maesa pubescens ingår i släktet Maesa och familjen viveväxter. Inga underarter finns listade i Catalogue of Life.